# Ignacy Trypolski
Ignacy (Jan Ignacy) Trypolski herbu Gozdawa – sędzia graniczny kijowski, stolnik owrucki w latach 1788–1794, poseł województwa kijowskiego na Sejm Czteroletni w 1790 roku.